# Abbie Gayle
Abbie Gayle (* 20. Oktober) ist eine US-amerikanische Schauspielerin.

## Leben
Als Statist war Gayle 2013 erstmals in einer Fernsehproduktion, Mega Alligators – The New Killing Species, zu sehen. Es folgten Besetzungen in Fernsehserien wie Ravenswood, The Astronaut Wives Club, Scream Queens, Scream oder 
Lethal Weapon – Zwei stahlharte Profis. Ab 2016 war sie verstärkt in Spielfilmen zu sehen. So wirkte sie in Jack Reacher: Kein Weg zurück oder auch Arsenal mit. 2019 war sie in acht Episoden der Mini-Fernsehserie Eine wie Alaska in der Rolle der Holly Moser zu sehen.

## Filmografie
- 2013: Mega Alligators – The New Killing Species (Ragin Cajun Redneck Gators)
- 2013: Ravenswood (Fernsehserie, Episode 1x04)
- 2015: The Astronaut Wives Club (Fernsehserie, 2 Episoden)
- 2015: Proof of the Devil 2
- 2015: Scream Queens (Fernsehserie, Episode 1x04)
- 2016: Scream (Fernsehserie, Episode 2x09)
- 2016: Jack Reacher: Kein Weg zurück (Jack Reacher: Never Go Back)
- 2017: Arsenal
- 2017: Lethal Weapon – Zwei stahlharte Profis (Lethal Weapon) (Fernsehserie, Episode 1x16)
- 2017: Preacher (Fernsehserie, Episode 2x01)
- 2018: My Daughter Vanished
- 2018: Insatiable (Fernsehserie, Episode 1x05)
- 2018: Dying for the Crown
- 2018: Haunting on Fraternity Row
- 2019: Little
- 2019: Eat Brains Love
- 2019: Gothic Harvest
- 2019: Eine wie Alaska (Looking for Alaska) (Mini-Fernsehserie, 8 Episoden)
- 2021: Black as Night